# Aziatische kampioenschappen schaatsen 2010
De Aziatische kampioenschappen schaatsen 2010 werden gehouden op 9 en 10 januari 2010 in de Meiji Hokkaido-Tokachi ijshal te Obihiro in de subprefectuur Tokachi in Hokkai-dō in Japan.
Deze kampioenschappen bestonden uit een allround- en een afstandendeel. Het allrounddeel was de elfde editie van de Continentale kampioenschappen schaatsen voor Azië; tegelijkertijd vonden de Aziatische kampioenschappen schaatsen afstanden plaats. De 1500 meter en de lange afstanden werden maar eenmaal verreden en telden zowel als afstandskampioenschap als voor het allroundkampioenschap. Op de korte afstanden, 500 en 1000 meter, werd een apart afstandskampioenschap georganiseerd.
Vanaf de editie van 1999 was het aantal deelnemers aan het WK Allround door de ISU op 24 vastgesteld. De startplaatsen werden voortaan per continent verdeeld. Voor Europa werd het EK Allround tevens het kwalificatietoernooi voor het WK Allround. Voor Azië en Noord-Amerika & Oceanië worden er sinds 1999 speciaal kwalificatietoernooien voor georganiseerd door de ISU. In 2010 mochten er uit Azië maximaal twee mannen en vier vrouwen deelnemen aan het WK Allround.

## Mannentoernooi

### Allround
Er namen tien mannen uit vier landen (China, Japan, Kazachstan en Zuid-Korea) aan deze editie deel. De Zuid-Koreaan Lee Seung-Hoon volgde zijn landgenoot Choi Kwun-won op als winnaar van dit Continentaal Kampioenschap, het was de derde Koreaanse overwinning. Van de twee verdiende WK startplaatsen voor Japan en Zuid-Korea werd alleen de startplaats van Japan door Hiroki Hirako ingevuld. De startplaats van Zuid-Korea werd toegewezen aan Australië in de persoon van Joshua Lose.
| Rang   | Schaatser         | Land       | Punten  | 500m       | 5000m        | 1500m        | 10.000m      |
| ------ | ----------------- | ---------- | ------- | ---------- | ------------ | ------------ | ------------ |
| Goud   | Lee Seung-hoon    | Zuid-Korea | 152,940 | 37,82 (6)  | 6.28,38 (1)  | 1.49,29 (1)  | 13.21,04 (1) |
| Zilver | Hiroki Hirako     | Japan      | 156,017 | 37,84 (7)  | 6.35,24 (2)  | 1.52,22 (5)  | 13.44,94 (2) |
| Brons  | Dmitri Babenko    | Kazachstan | 156,799 | 37,95 (8)  | 6.37,97 (3)  | 1.52,93 (7)  | 13.48,18 (3) |
| 4      | Sun Longjiang     | China      | 157,590 | 37,32 (2)  | 6.47,92 (6)  | 1.51,56 (3)  | 14.05,85 (5) |
| 5      | Song Jin-soo      | China      | 157,796 | 37,56 (4)  | 6.47,17 (5)  | 1.50,91 (2)  | 14.10,99 (6) |
| 6      | Shigeyuki Dejima  | Japan      | 158,336 | 38,35 (9)  | 6.42,91 (4)  | 1.52,68 (6)  | 14.02,71 (4) |
| 7      | Katsunori Sato    | Japan      | 160,023 | 37,76 (5)  | 6.55,13 (8)  | 1.54,27 (9)  | 14.13,20 (7) |
| 8      | Maksim Baklashkin | Kazachstan | 162,472 | 38,72 (10) | 7.01,56 (9)  | 1.54,19 (8)  | 14.30,67 (8) |
| -      | Choi Kwun-won     | Zuid-Korea |         | 37,33 (3)  | 6.48,24 (7)  | 1.55,38 (10) |              |
| -      | Jin Xin           | China      |         | 37,20 (1)  | 7.09,49 (10) | 1.51,88 (4)  |              |

### Afstanden
| Afstand | Goud           | Zilver        | Brons              |
| ------- | -------------- | ------------- | ------------------ |
| 2×500m  | Yuji Kamijo    | Liu Fangyi    | Yasuhito Nishimura |
| 1000m   | Lee Jong-woo   | Kim Yeong-ho  | Roman Krech        |
| 1500m   | Lee Seung-hoon | Lee Jong-woo  | Hiroki Abe         |
| 5000m   | Lee Seung-hoon | Hiroki Hirako | Dmitri Babenko     |
| 10.000m | Lee Seung-hoon | Hiroki Hirako | Dmitri Babenko     |

## Vrouwentoernooi

### Allround
Er namen negen vrouwen uit drie landen (China, Japanen Zuid-Korea) aan deze editie deel. Uit Kazachstan namen er dit jaar geen vrouwen deel. De Japanse Masako Hozumi werd net als in 2009 de winnares van dit Continentaal Kampioenschap, het was de negende Japanse overwinning. De vier WK startplaatsen gingen dit jaar naar Japan (drie) en Zuid-Korea (één).
| Rang   | Schaatsster    | Land       | Punten  | 500m      | 3000m       | 1500m       | 5000m       |
| ------ | -------------- | ---------- | ------- | --------- | ----------- | ----------- | ----------- |
| Goud   | Masako Hozumi  | Japan      | 165,895 | 41,26 (6) | 4.10,16 (1) | 2.00,56 (2) | 7.07,56 (1) |
| Zilver | Shiho Ishizawa | Japan      | 166,883 | 40,89 (5) | 4.12,90 (2) | 2.02,84 (4) | 7.08,97 (2) |
| Brons  | Maki Tabata    | Japan      | 167,700 | 40,19 (2) | 4.15,43 (3) | 2.00,50 (1) | 7.27,73 (4) |
| 4      | Park Do-yeong  | Zuid-Korea | 170,440 | 41,61 (8) | 4.16,60 (4) | 2.05,19 (8) | 7.23,34 (3) |
| 5      | Noh Seon-yeong | Zuid-Korea | 170,477 | 40,75 (4) | 4.20,88 (7) | 2.01,93 (3) | 7.36,14 (6) |
| 6      | Lee Ju-youn    | Zuid-Korea | 170,672 | 40,64 (3) | 4.17,45 (5) | 2.02,86 (5) | 7.41,71 (9) |
| 7      | Dong Feifei    | China      | 170,853 | 39,70 (1) | 4.25,05 (9) | 2.02,89 (6) | 7.40,15 (8) |
| 8      | Fu Chunyun     | China      | 171,139 | 41,55 (7) | 4.19,07 (6) | 2.03,20 (7) | 7.33,45 (5) |
| 9      | Eri Natori     | Japan      | 173,250 | 41,85 (9) | 4.21,40 (8) | 2.05,77 (9) | 7.40,11 (7) |

### Afstanden
| Afstand | Goud          | Zilver         | Brons         |
| ------- | ------------- | -------------- | ------------- |
| 2×500m  | Xing Aihua    | Qi Shuai       | Shiho Ishida  |
| 1000m   | Miho Takagi   | Zhang Lu       | Xing Aihua    |
| 1500m   | Maki Tabata   | Masako Hozumi  | No Seon-yeong |
| 3000m   | Masako Hozumi | Shiho Ishizawa | Park Do-yeong |
| 5000m   | Masako Hozumi | Shiho Ishizawa | Park Do-yeong |

1994 Sapporo · 
1995 Ulaanbaatar · 
1997 Obihiro · 
1998 Obihiro · 
2000 Ulaanbaatar · 
2001 Harbin · 
2004 Chuncheon · 
2005 Ikaho · 
2007 Changchun · 
2008 Shenyang · 
2009 Tomakomai · 
2010 Obihiro · 
2011 Harbin · 
2012 Astana · 
2013 Changchun · 
2014 Tomakomai · 
2015 Changchun